# Matthew Lombardi

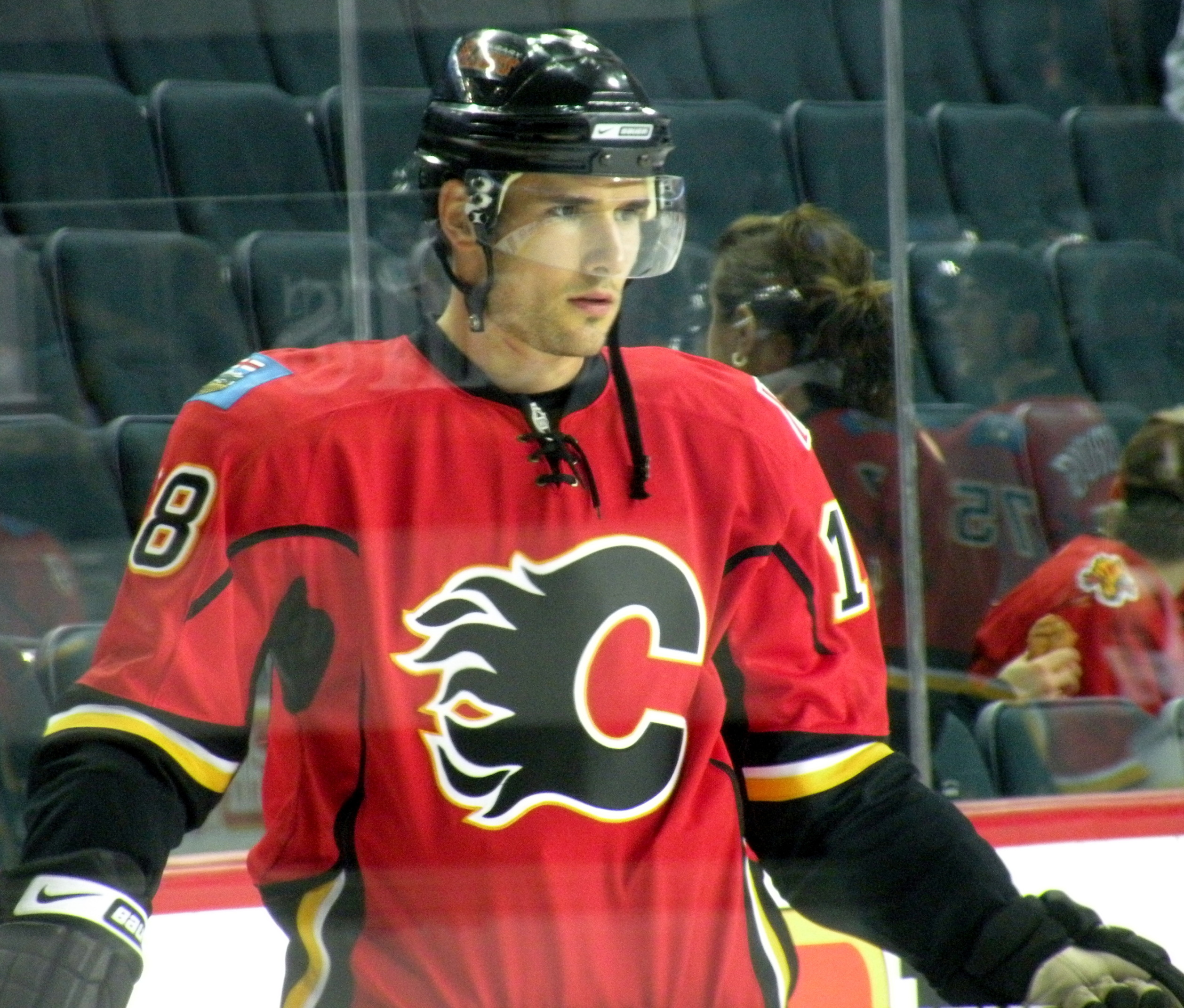
Lombardi i Calgary

Matthew Lombardi, född 18 mars 1982 i Montréal, är en kanadensisk professionell ishockeyspelare. Han är en centerforward och spelar för Genève-Servette Hockey Club i Nationalliga A (NLA).

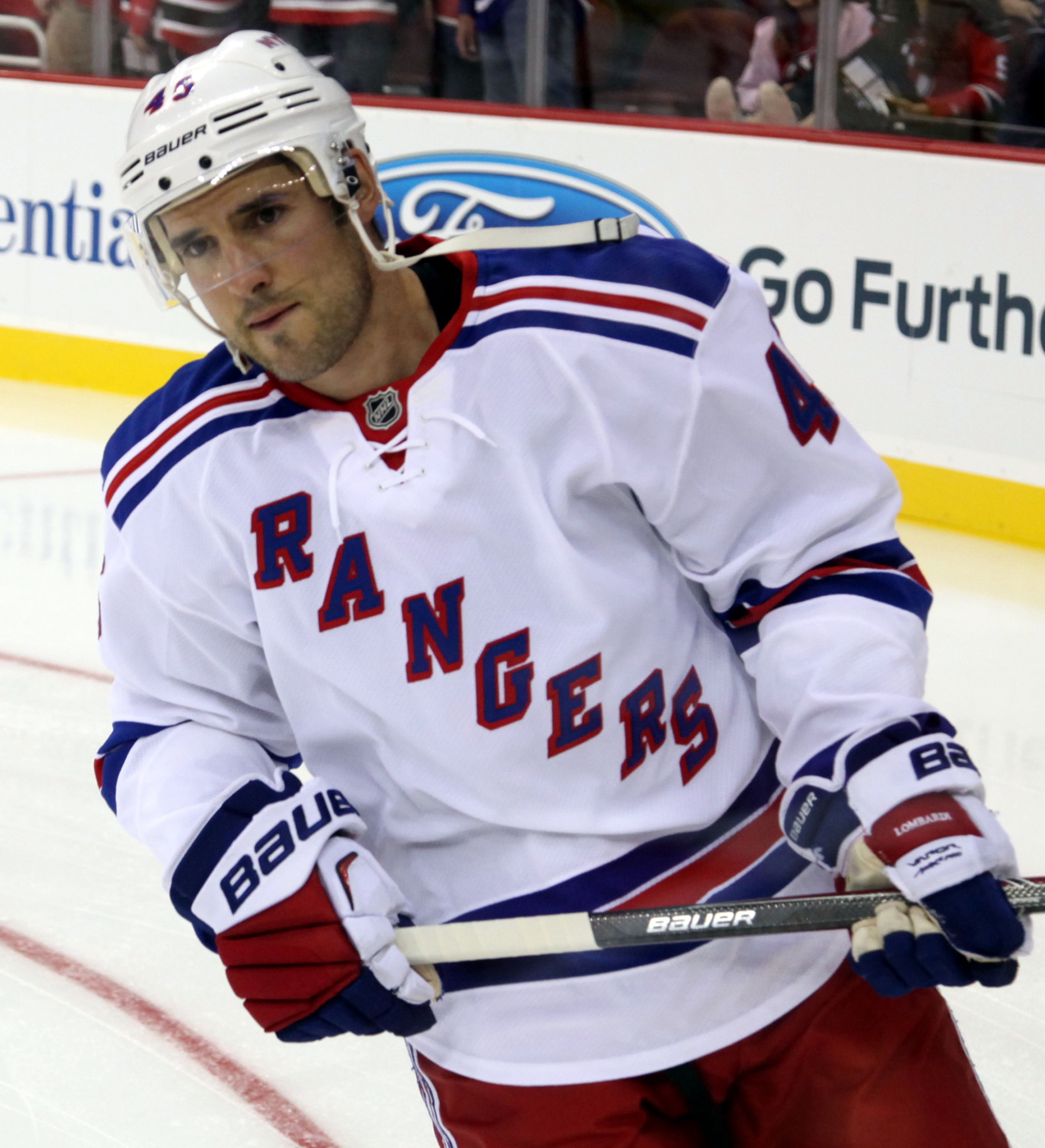
Lombardi i New York Rangers 2014

Lombardi spelade sin första NHL-match med Calgary Flames under säsongen 2003-04. Han var ordinarie i laguppställningen och spelade totalt 79 grundseriematcher under denna sin debutsäsong. Under lockouten den påföljande säsongen spelade han sporadiskt i AHL-laget Lowell Lock Monsters. 2005-06 var Lombardi tillbaka i Flames där han spelade 55 matcher, och gjorde 26 poäng. Säsongen efter spelade han som andrecenter i Flames och gjorde 46 poäng, varav 20 mål, på 81 matcher.

## Klubbar
- Genève-Servette Hockey Club, 2013–
- Anaheim Ducks, 2013
- Toronto Maple Leafs, 2011–13
- Nashville Predators, 2010–2011
- Phoenix Coyotes, 2008–2010 & 2013
- Lowell Lock Monsters, 2004–2005
- Calgary Flames, 2003–2004 & 2005–2009
- Saint John Flames, 2002–2003
- Victoriaville Tigres, 1998–2002